# Vuoristorata
Vuoristorata est un parcours de montagnes russes en bois situé à Linnanmäki, à Helsinki en Finlande, ouvert en 1951.

## Historique

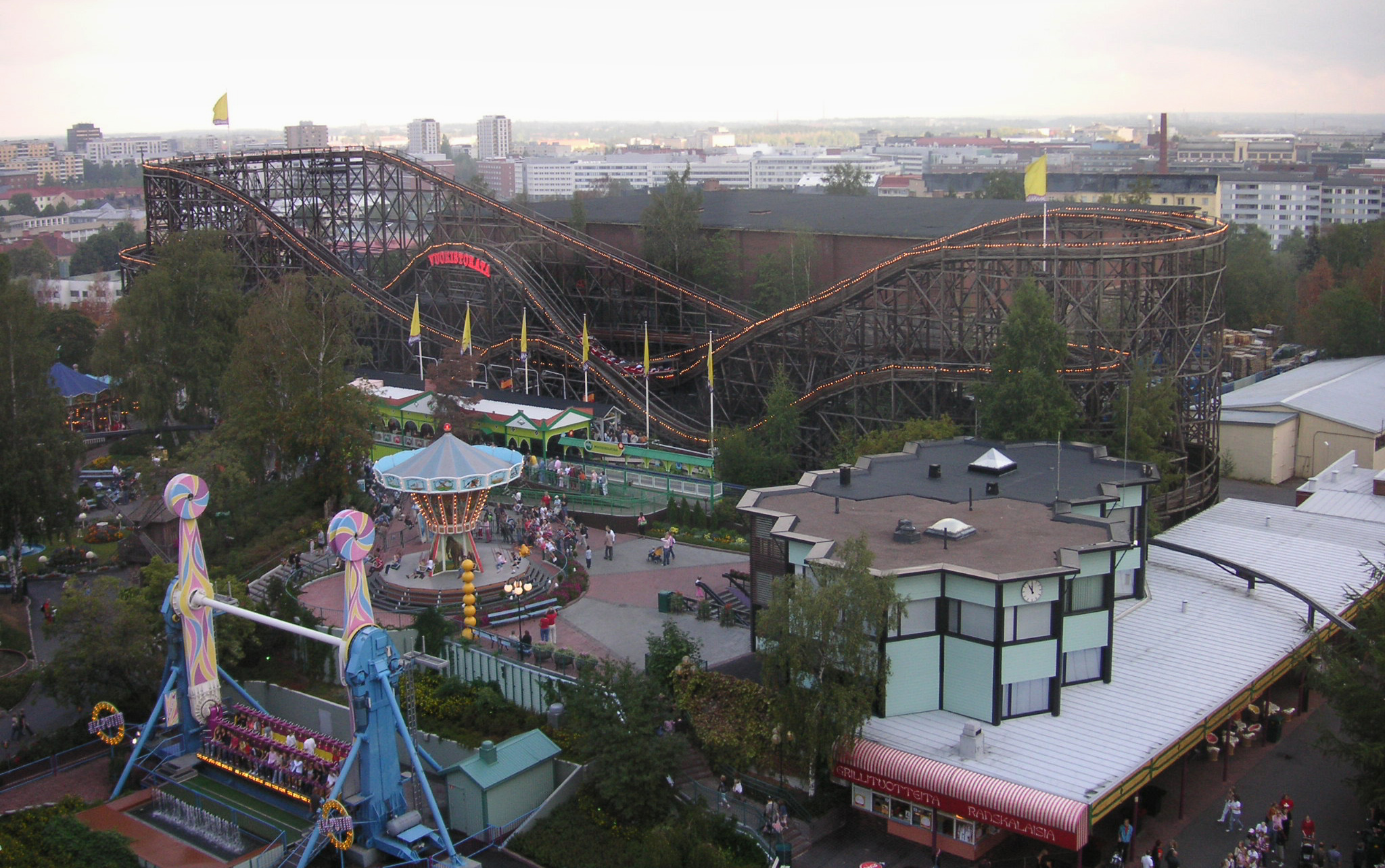
Vuoristorata vu depuis la tour d'observation.

Vuoristorata a ouvert le 13 juillet 1951 et a été conçu comme attraction temporaire pour le parc Linnanmäki, ouvert en 1950. Depuis là, sa fermeture a été retardée plusieurs fois, jusqu'à ce qu'elle soit gardée comme attraction permanente. L'ancien logo du parc représentait le lift hill de l'attraction.
Vuoristorata est une copie des montagnes russes Rutschebanen, ouvertes en 1932, dans le parc Bakken, au Danemark, qui ont aussi été conçues par Valdemar Lebeck. Dans les années 1950, c'étaient les deux plus hautes montagnes russes d'Europe. Vuoristorata sont les dernières montagnes russes à friction latérale à avoir été construites.
L'attraction a beaucoup été entretenue. À part les wagons, il ne reste rien de la structure originale. Toutes les parties en bois ont été remplacées au moins cinq fois, mais le circuit est resté identique depuis 1951.

## Informations
Vuoristorata veut dire « montagnes russes » en finnois. L'attraction fait partie des quelques montagnes russes à avoir reçu le statut de classique par l'association American Coaster Enthusiasts. Les trains sont freinés par un homme placé debout à l'arrière du train. Il y a quatre trains de vingt-quatre places qui permettent un débit de 1 500 personnes par heure.